# Google レンズ
Google レンズ（グーグル・レンズ、英語: Google Lens）は、Googleが開発した画像認証技術。ニューラルネットワークに基づく視覚分析を用いて識別したオブジェクトに関連する情報を表示するように設計されている。Google I/O 2017で初めて発表され、最初は独立したアプリとして提供されたが、後にAndroidの標準カメラアプリに統合された。

## 特徴
スマホのカメラを対象物に向けると、バーコード、QRコード、ラベル、テキストを読み取って対象物の特定を試み、関連する検索結果やウェブページ、情報を表示する。例えば、ネットワーク名とパスワードを含むWi-Fiラベルにデバイスのカメラを向けると、スキャンされたWi-Fiネットワークに自動的に接続する。Google レンズは、Google フォトやGoogle アシスタントのアプリとも統合されている。このサービスはGoogle Gogglesに似ており、以前のアプリも同様の機能を備えていたが、機能は劣っていた。Bixby VisionやIATとして知られるImage Analysis Toolsetのような他のアプリと同様に、Google レンズは検出能力を強化するために、より高度なディープラーニングを使用している。

## 可用性
Googleは2017年10月4日、Google Pixel 2にアプリのプレビューがプリインストールされたGoogle レンズを正式に開始した。2017年11月、この機能はPixelとPixel 2スマホ向けのGoogle アシスタントへの展開を開始した。プレビューはPixel向けのGoogle フォトアプリにも実装されている。2018年3月5日、GoogleはPixel以外のスマホにもGoogle フォトにGoogle レンズを正式にリリースした。2018年3月15日、iOS版のGoogle フォトでGoogle レンズのサポートがなされた。2018年5月より、OnePlus端末のGoogle アシスタント内でGoogle レンズが利用可能になったほか、各種Android端末のカメラアプリに統合された。2018年6月には、スタンドアローンのGoogle レンズアプリがGoogle Playで利用可能になった。デバイスのサポートは限定的だが、どのデバイスがサポートされていないのか、またその理由は明らかになっていない。Android Marshmallow（6.0）以降が必要。2018年12月10日、GoogleはiOS向けGoogleアプリにビジュアル検索機能「レンズ」を展開した。2022年、Google レンズはGoogle 画像検索の逆引き画像検索機能に徐々に取って代わり、最初はGoogle Chromeで、後にウェブアプリケーションとして正式に利用できるようになった。